# 北景嶺中學
北景嶺中學（英語：Northview Heights Secondary School），前稱北景嶺書院（Northview Heights Collegiate Institute），是加拿大安大略省多倫多的一所9至12年級中學，位於多倫多北端巴佛士街夾芬治西路的交叉口。
其學生來源學校包括查理斯·貝斯特中級學校（Charles H. Best Middle School）及惠柳第中級學校（Willowdale Middle School）。

## 外部連結
- Northview Heights Secondary School website （页面存档备份，存于）
- Toronto District School Board: Northview Heights Secondary School （页面存档备份，存于）, with a school profile (.pdf) (archived on March 4, 2016)